# 桑博人
桑博人（西班牙語：Zambo），指混有美洲原住民和黑人血统的美洲人（最有名是加里富纳人）。最初的桑博人多是逃跑黑奴的子孙，冒险进入中美洲和南美洲的丛林以寻求庇护。他们加入了当地印第安部落以躲避殖民当局的追捕後，种族融合发生了。这类混血人占到了海地和多米尼加人口的小部分。哥伦比亚、委内瑞拉和厄瓜多尔官方确定桑博人为少数民族。巴西的美洲原住民、黑人混血则被称作卡夫索人。西班牙文中稱呼他們sambo，此一意涵帶有極其嚴重的種族歧視心理。
另一說法是，一個純黑人和穆拉托人的下一代就是桑博人。

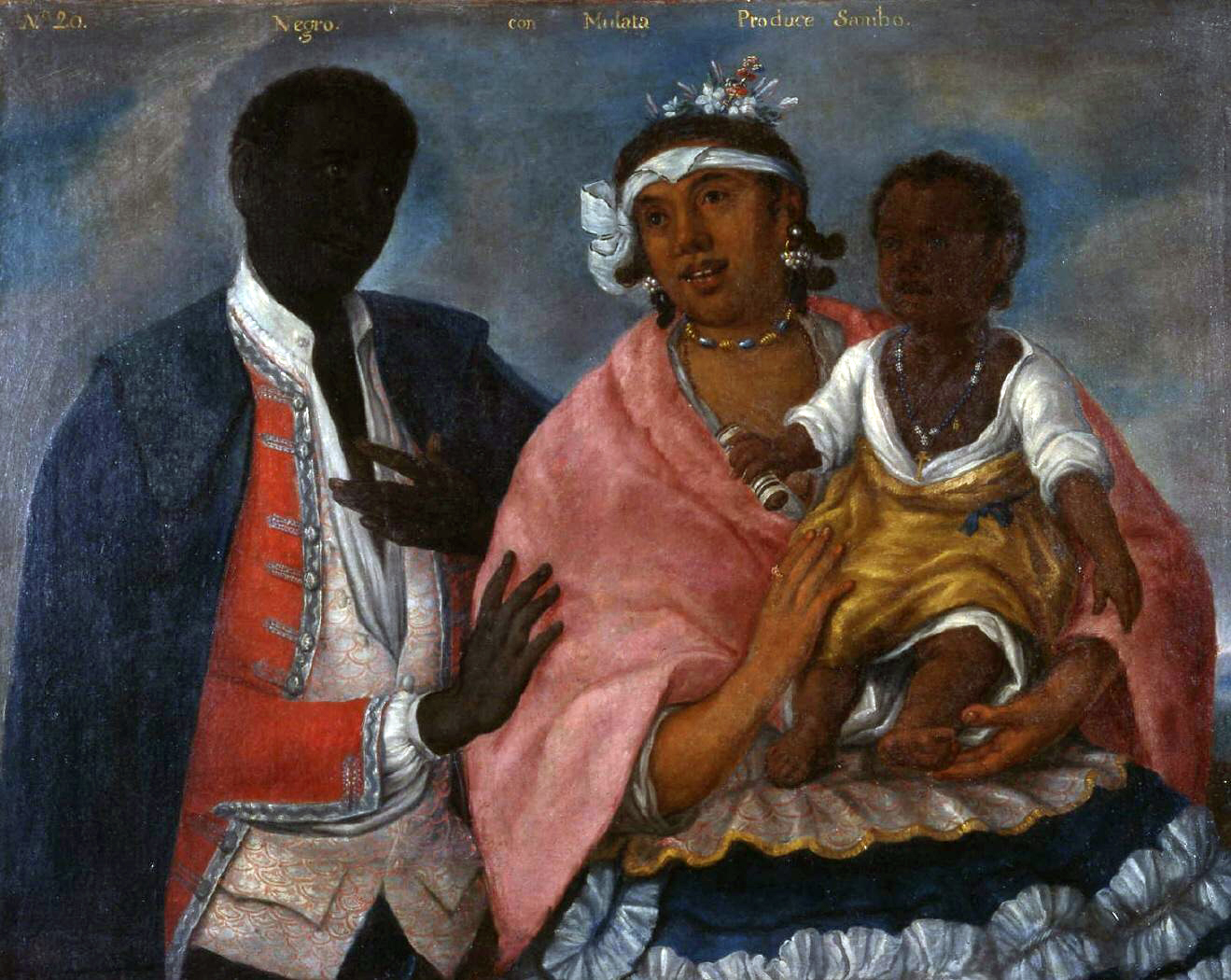